# الألفية الميلادية الثانية

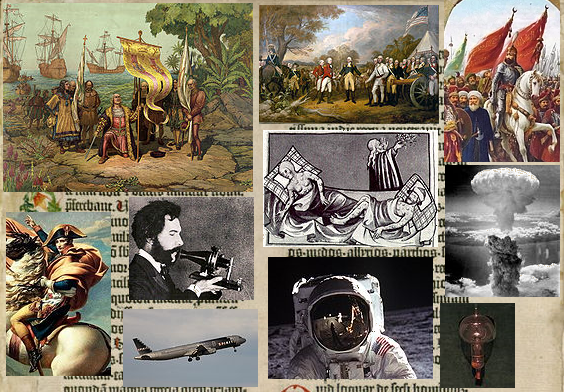
مجموعة من الأحداث البارزة في الألفية الثانية

الألفية الثانية هي الألفية التي بدأت من 1 يناير 1001 وأنتهت في 31 ديسمبر 2000.

## أحداث
- 1054 الانشقاق الشرقي الغربي قسم الكنيسة المسيحية.
- سقوط الإمبراطورية العباسية.
- حملات صليبية.
- تأسيس الإمبراطورية العثمانية.
- الطاعون الأسود
- سقوط الأندلس.
- تأسست الولايات المتحدة الأمريكية.
- عصر النهضة.
- الثورة الفرنسية.
- الثورة الصناعية.
- الحرب العالمية الأولى.
- الثورة البلشفية.
- الثورة العربية الكبرى.
- تأسيس الاتحاد السوفيتي.
- سقوط الإمبراطورية العثمانية.
- توحيد المملكه العربية السعودية.
- الحرب العالمية الثانية.
- الحرب الباردة.
- قيام دولة إسرائيل.
- ثورة 23 يوليو وسقوط الملكية في مصر.
- الهبوط على القمر.
- الثورة الجنسية.
- اتحاد الإمارات العربية المتحدة.
- الحرب الأهلية اللبنانية.
- حرب الخليج الأولى أو الحرب العراقية الإيرانية.
- تفكك الاتحاد السوفيتي.
- تأسس الاتحاد الأوروبي.
- حرب الخليج الثانية الغزو العراقي للكويت.
- زوال الاتحاد اليوغسلافي ادى إلى حرب البوسنة والهرسك.
- الإبادة الجماعية في رواندا.

## شخصيات بارزة
- محمد الفاتح
- صدام حسين
- صلاح الدين الأيوبي
- نابليون بونابرت
- جورج واشنطن
- أدولف هتلر
- ألبرت أينشتاين
- يوسف ستالين
- بنيتو موسوليني
- ونستون تشرشل
- الملك عبد العزيز
- الحسين بن علي شريف مكة
- جمال عبد الناصر
- الشيخ زايد بن سلطان آل نهيان
- ياسر عرفات
- نيلسون مانديلا
- قسطنطين العظيم
- الشيخ زايد بن سلطان آل نهيان

السلطان قابوس بن سعيد بن تيمور آل سعيد.. ونهضة سلطنة عمان الحديثة منذ 1970م